# 石家滩站
石家滩站是一个陇海线上的铁路车站，位于陕西省宝鸡市陈仓区拓石镇通洞乡，建于1945年，目前为四等站，邮政编码为721318。目前主要担当列车到发、会让作业。